# Hamada Jambay
Hamada Jambay (Iconi, 25 aprile 1975) è un ex calciatore malgascio, di ruolo difensore.

## Carriera
Ha sempre militato in squadre francesi.
In particolare, con l'Olympique Marsiglia, ha preso parte anche a gare internazionali disputando alcuni incontri nelle coppe europee.
Nella semifinale di ritorno di Coppa UEFA 1998-1999 in trasferta contro il Bologna è stato coinvolto in una rissa, in seguito alla quale ha rimediato quattro turni di squalifica.